# Масетти, Хорхе Рикардо
Хорхе Рикардо Масетти Бланко (исп. Jorge Ricardo Masetti Blanco, псевдоним — Команданте Сегундо (исп. Comandante Segundo); 31 мая 1929 — 21 апреля 1964) — аргентинский журналист и революционер, основатель и первый директор кубинского новостного агентства «Пренса Латина», основатель Партизанской армии народа. Соратник Эрнесто Че Гевары.

## Биография
Родился в семье итальянского происхождения. В молодости состоял в одной ультраправой организации с Родольфо Уолшем. В 1958 году был единственным аргентинским репортёром в Сьерра-Маэстре, делал репортажи о Кубинской революции, брал интервью у Фиделя Кастро и Че Гевары, с которым тесно сдружился. Он и поручил Масетти организовать новостное агентство для революционной Кубы, к сотрудничеству с которым тот привлёк таких авторов, как Родольфо Уолш, Габриэль Гарсиа Маркес, Жан-Поль Сартр, Чарльз Райт Миллс, Уолдо Фрэнк. Лично докладывал с места взрыва теплохода «Ля Кувр».
Оставив в 1961 году «Пренса Латина», чтобы всецело посвятить себя революции, Масетти участвовал в обороне Плая-Хирон во время высадки в заливе Свиней, а затем отправился в Алжир, чтобы сражаться за Фронт национального освобождения Алжира в войне за независимость. Узнав о свержении на своей родине президента Артуро Фрондиси, Масетти начал обсуждать с Че Геварой возможность создания революционного очага (Foco) в Аргентине. В 1963 году партизанский отряд Масетти прибыл на аргентинскую территорию. Они ушли в джунгли в штате Сальта, и после 21 апреля 1964 года от них не поступало никаких известий.